# Liste der Baudenkmale in Potsdam (Außenbereiche)
In der Liste der Baudenkmale in Potsdam (Außenbereiche) sind alle Baudenkmale in den nicht unmittelbar mit dem Stadtgebiet verbundenen Vororten der brandenburgischen Landeshauptstadt Potsdam aufgelistet. Grundlage ist die Veröffentlichung der Landesdenkmalliste mit dem Stand vom 31. Dezember 2020.
Die Baudenkmale im Stadtgebiet von Potsdam sowie die von der Stiftung Preußische Schlösser und Gärten Berlin-Brandenburg verwalteten Objekte sind in der Liste der Baudenkmale in Potsdam aufgeführt.

## Legende
In den Spalten befinden sich folgende Informationen:
- ID-Nr.: Die Nummer wird vom Brandenburgischen Landesamt für Denkmalpflege vergeben. Ein Link hinter der Nummer führt zum Eintrag über das Denkmal in der Denkmaldatenbank. In dieser Spalte kann sich zusätzlich das Wort Wikidata befinden, der entsprechende Link führt zu Angaben zu diesem Denkmal bei Wikidata.
- Lage: die Adresse des Denkmales und die geographischen Koordinaten. Link zu einem Kartenansichtstool, um Koordinaten zu setzen. In der Kartenansicht sind Denkmale ohne Koordinaten mit einem roten beziehungsweise orangen Marker dargestellt und können in der Karte gesetzt werden. Denkmale ohne Bild sind mit einem blauen bzw. roten Marker gekennzeichnet, Denkmale mit Bild mit einem grünen beziehungsweise orangen Marker.
- Bezeichnung: Bezeichnung in den offiziellen Listen des Brandenburgischen Landesamtes für Denkmalpflege. Ein Link hinter der Bezeichnung führt zum Wikipedia-Artikel über das Denkmal.
- Beschreibung: die Beschreibung des Denkmales
- Bild: ein Bild des Denkmales und gegebenenfalls einen Link zu weiteren Fotos des Baudenkmals im Medienarchiv Wikimedia Commons

## Baudenkmale in den Ortsteilen

### Fahrland
| ID-Nr.                           | Lage                       | Bezeichnung                                                    | Beschreibung | Bild           |
| -------------------------------- | -------------------------- | -------------------------------------------------------------- | --- | -------------- |
| 09156735                         | Ketziner Straße (Lage)     | Dorfkirche                                                     | Die evangelische Kirche wurde 1709 erbaut. Dabei wurden Teile des Vorgängerbaus verwendet. | weitere Bilder |
| 09157148                         | Ketziner Straße 46 (Lage)  | Wohnhaus mit Resten der Einfriedung                            | | BW             |
| 09156733                         | Ketziner Straße 116 (Lage) | Bockwindmühle                                                  | Die Bockwindmühle wurde 1758 erbaut. | weitere Bilder |
| 09157376                         | Kietzer Straße 3 (Lage)    | Stallscheune                                                   | | Stallscheune   |
| 09157377                         | Kietzer Straße 4 (Lage)    | Gehöft, bestehend aus Wohnhaus, Stall, Scheune und Einfriedung | Das Gehöft befindet sich auf der westlichen Straßenseite. Die Einfriedung ist aus der Zeit um 1900. An den Hof schließt ein bis zum Scheunenweg reichender Nutzgarten an, der mit einem Maschendrahtzaun zwischen Eisenstützen eingefriedet ist. Das Wohnhaus ist giebelständig zur Straße ausgerichtet. Das eingeschossige Mittelflurhaus ist fünfachsig. Es ist teilweise als Fachwerkbau und massiv errichtet, abgeschlossen wird es von einem Satteldach. Das Wohnhaus wurde in der zweiten Hälfte des 18. Jahrhunderts errichtet. Ein Umbau fand um 1900 statt. Der anderthalbgeschossige Stall schließt die linke Hofseite ab. Er wurde in den 1880er Jahren massiv aus Ziegeln errichtet und ist von einem Pultdach bedeckt. Die ebenfalls anderthalbgeschossige querstehende Scheune schließt den Hof rückseitig ab. Der massive Ziegelbau mit Satteldach ist mit einer Inschrift auf 1902 datiert. | weitere Bilder |
| 09157378 Teilobjekt zu: 09157377 | Kietzer Straße 4 (Lage)    | Wohnhaus                                                       | | Wohnhaus       |
| 09157379 Teilobjekt zu: 09157377 | Kietzer Straße 4 (Lage)    | Stall                                                          | | Stall          |
| 09157380 Teilobjekt zu: 09157377 | Kietzer Straße 4 (Lage)    | Scheune                                                        | | Scheune        |
| 09156736                         | Kietzer Straße 6 (Lage)    | Mittelflurhaus                                                 | | Mittelflurhaus |

### Golm
| ID-Nr.                           | Lage                                             | Bezeichnung | Beschreibung | Bild |
| -------------------------------- | ------------------------------------------------ | --- | --- | --- |
| 09157178                         | Fuchsweg (Lage)                                  | Kleiner Entenfängerteich | Der annähernd quadratische Teich mit 120 m Seitenlänge wurde Ende des 17. Jahrhunderts angelegt und diente zum Fang von Enten für den königlichen Hof. Er war nur bis 1714 in Betrieb. Erhalten geblieben sind die Anlage mit vier Dämmen und Fangarmen in den Ecken.          | weitere Bilder |
| 09156789                         | Geiselbergstraße / Reiherbergstraße (Lage)       | Alte Kirche, Dorfkirche mit Kirchhof                                                                                                   | | weitere Bilder |
| 09157814 Teilobjekt zu: 09156789 | Geiselbergstraße / Reiherbergstraße (Lage)       | Kirchhof | | BW |
| 09156788                         | Geiselbergstraße 52 (Lage)                       | Neue Kirche, „Kaiserkirche“ | | weitere Bilder |
| 09156792                         | Karl-Liebknecht-Straße 24-25 (Lage)              | Kulturhaus für das Ministerium für Staatssicherheit (heute Seminargebäude mit Auditorium maximum der Universität Potsdam, Campus Golm) | Seine charakteristische Gestalt bekam das Gebäude 1951/52, als das Ministerium für Staatssicherheit der DDR auf dem jetzt von der Universität Potsdam Areal eine Hochschule bauen ließ. Das L-förmige Gebäude mit im Längsteil 25 Achsen diente als Kulturhaus der Hochschule. | Kulturhaus für das Ministerium für Staatssicherheit (heute Seminargebäude mit Auditorium maximum der Universität Potsdam, Campus Golm) |
| 09157125 Teilobjekt zu: 09156792 | Karl-Liebknecht-Straße 24-25 (Lage)              | Saalbau | Der Saalbau befindet sich an der südlichen Schmalseite des Kulturhauses. | BW |
| 09156787                         | Reiherbergstraße / Karl-Liebknecht-Straße (Lage) | Karl-Liebknecht-Gedenkstätte | | Karl-Liebknecht-Gedenkstätte |
| 09156786                         | Reiherbergstraße 3 (Lage)                        | Villa mit Nebengebäude und Zufahrt | | Villa mit Nebengebäude und Zufahrt |
| 09157725 Teilobjekt zu: 09156786 | Reiherbergstraße 3 (Lage)                        | Nebengebäude | | BW |
| 09157372                         | Reiherbergstraße 4 (Lage)                        | Landhaus | | Landhaus |

### Groß Glienicke
| ID-Nr.                           | Lage                             | Bezeichnung | Beschreibung | Bild |
| -------------------------------- | -------------------------------- | --- | --- | --- |
| 09156731                         | Alter Weinberg 5 (Lage)          | Wohnhaus | Zweigeschossiger Ziegelbau mit Zeltdach. Datiert auf 1928/1930 (Datierung wurde oral erhoben).                                                    | Wohnhaus |
| 09156696                         | Am Park (Lage)                   | Gutspark mit Neugierde, Potsdamer Tor und Mauern, Brunnen, Grabanlage, Resten der Parkbrücken, Staffagebau, Teich mit Insel und nachweisbarem Parkwegesystem | | weitere Bilder                                                                                                 |
| 09156730                         | Am Park (Lage)                   | Reste der Grenzanlagen mit zwei Mauerabschnitten und Streckmetallzaun                                                                                        | Die Reste der Grenzanlagen waren Teil der Berliner Mauer.                                                                                         | Reste der Grenzanlagen mit zwei Mauerabschnitten und Streckmetallzaun                                          |
| 09157256                         | Am Park 2 (Lage)                 | Sommerhaus Alexander | Sommerhaus der Familie Alexander | Sommerhaus Alexander                                                                                           |
| 09156727                         | Am Park 14a-b / 16 (Lage)        | Wohnhaus (ehemaliger Kindergarten) mit Nebengebäude | Ehemaliger Gutskindergarten des Rittergutes Gr. Glienicke, Inschrift: „Kinderheim des Rittergut Gr. Glienicke / Gestiftet von O.v.Wollank MDCCCC“ | weitere Bilder                                                                                                 |
| 09157355 Teilobjekt zu: 09156727 | Am Park 14a & 14b ()             | Wohnhaus | Zweigeschossiger Ziegel-Bau mit Satteldach. Erbaut im Jahr 1900.                                                                                  | ein Bild hochladen                                                                                             |
| 09156703                         | Am Seeblick 3 (Lage)             | Wohnhaus Fritz Wertheim mit Gartenanlage und Einfriedung | Wohnhaus für Fritz Wertheim | Wohnhaus Fritz Wertheim mit Gartenanlage und Einfriedung                                                       |
| 09156728                         | Glienicker Dorfstraße 11a (Lage) | Dorfkirche mit Kirchhof | | weitere Bilder                                                                                                 |
| 09156945                         | Potsdamer Chaussee 20 (Lage)     | Bauerngehöft, bestehend aus Wohnhaus, Stall, Scheune und Resten der Einfriedung                                                                              | | Bauerngehöft, bestehend aus Wohnhaus, Stall, Scheune und Resten der Einfriedung                                |
| 09156946 Teilobjekt zu: 09156945 | Potsdamer Chaussee 20 ()         | Wohnhaus | Eingeschossiger Bau mit Satteldach. Datiert auf 1895/1900.                                                                                        | ein Bild hochladen                                                                                             |
| 09156947 Teilobjekt zu: 09156945 | Potsdamer Chaussee 20 ()         | Stall | Eingeschossiger Ziegel-Bau mit Satteldach. Datiert auf 1893 (Inschrift).                                                                          | ein Bild hochladen                                                                                             |
| 09156948 Teilobjekt zu: 09156945 | Potsdamer Chaussee 20 ()         | Scheune | Eingeschossiger Ziegel-Bau mit Satteldach. Datiert auf 1893. Nordwestlich vom Wohnhaus liegend.                                                   | ein Bild hochladen                                                                                             |
| 09156729                         | Seeburger Chaussee (Lage)        | Kasernenanlage mit Wohngebäude 1-4, Krankengebäude (Schule), Reithalle, Aufsehergebäude, südliche Garagenzeile                                               | | Kasernenanlage mit Wohngebäude 1-4, Krankengebäude (Schule), Reithalle, Aufsehergebäude, südliche Garagenzeile |
| 09156794                         | Seepromenade 41 (Lage)           | Landhaus Abraham mit Garten | | Landhaus Abraham mit Garten                                                                                    |
| 09157081 Teilobjekt zu: 09156794 | Seepromenade 41 ()               | Villen-Garten | Der Garten erstreckt hinab zum Groß Glienicker See.                                                                                               | Villen-Garten                                                                                                  |

### Grube
| ID-Nr.   | Lage                     | Bezeichnung | Beschreibung | Bild           |
| -------- | ------------------------ | ----------- | ------------ | -------------- |
| 09156281 | Neue Dorfstraße 2 (Lage) | Dorfkirche  |              | weitere Bilder |

### Kartzow
| ID-Nr.            | Lage                           | Bezeichnung | Beschreibung | Bild                        |
| ----------------- | ------------------------------ | --- | ------------ | --------------------------- |
| 09156740          | Kartzower Dorfstraße 11 (Lage) | Schulhaus mit Nebengebäuden |              | Schulhaus mit Nebengebäuden |
| 09156738          | Kartzower Dorfstraße 16 (Lage) | Gutsanlage Kartzow, bestehend aus Gutshaus, Toranlage mit rahmenden Torhäusern, zentraler Zufahrt, Wirtschaftsgebäude (Im Winkel 2, 4), Brunnenhaus und Gutspark |              | weitere Bilder              |
| 09156737 Wikidata | Kartzower Dorfstraße 26 (Lage) | Dorfkirche |              | weitere Bilder              |

### Krampnitz
| ID-Nr.                           | Lage                                 | Bezeichnung | Beschreibung | Bild |
| -------------------------------- | ------------------------------------ | --- | --- | --- |
| 09156749                         | Potsdamer Chaussee (Lage)            | Heeres-Reit- und Fahrschule und Kavallerieschule Krampnitz mit „Offizierssiedlung“, bestehend aus der Kasernenanlage mit den Gebäuden Nr. 1–4, 6–11, 13–28, 50–52 und 156 (mit Turm); der sogenannten Offizierssiedlung, bestehend aus den Gebäuden 73-102, 105, 113-135; dem Straßenerschließungssystem mit den gärtnerisch gestalteten Freiflächen als städtebaulicher Gesamtanlage | | Heeres-Reit- und Fahrschule und Kavallerieschule Krampnitz mit „Offizierssiedlung“, bestehend aus der Kasernenanlage mit den Gebäuden Nr. 1–4, 6–11, 13–28, 50–52 und 156 (mit Turm); der sogenannten Offizierssiedlung, bestehend aus den Gebäuden 73-102, 105, 113-135; dem Straßenerschließungssystem mit den gärtnerisch gestalteten Freiflächen als städtebaulicher Gesamtanlage |
| 09157697 Teilobjekt zu: 09156749 | Potsdamer Chaussee ()                | Offizierskasino | | Offizierskasino |
| 09157698 Teilobjekt zu: 09156749 | Potsdamer Chaussee ()                | Internatgebäude | | ein Bild hochladen |
| 09157699 Teilobjekt zu: 09156749 | Potsdamer Chaussee (Lage)            | Pförtnerhaus | | BW |
| 09157700 Teilobjekt zu: 09156749 | Potsdamer Chaussee ()                | Kasernengebäude | | ein Bild hochladen |
| 09157701 Teilobjekt zu: 09156749 | Potsdamer Chaussee (Lage)            | Wohnsiedlung | Die Wohnsiedlung liegt südlich der Kasernenanlage. Der Grundriss ist dreieckig. Erbaut wurde die Offiziersiedlung von 1939 bis 1940. | BW |
| 09157703 Teilobjekt zu: 09156749 | Fahrländer Straße ()                 | Wohnhaus | Das Doppelhaus wurde 1939/1940 erbaut. Es ist ein eingeschossiges Haus mit einem Satteldach.                                         | ein Bild hochladen |
| 09157703 Teilobjekt zu: 09156749 | Bergstraße, Nikolaus-Lenau-Straße () | Wohnhaus | Das Doppelhaus wurde 1939/1940 erbaut. Es ist ein zweigeschossiges Haus mit einem Walmdach.                                          | ein Bild hochladen |

### Marquardt
| ID-Nr.            | Lage                           | Bezeichnung                                                 | Beschreibung | Bild                                                        |
| ----------------- | ------------------------------ | ----------------------------------------------------------- | ------------ | ----------------------------------------------------------- |
| 09156785          | (Lage)                         | Friedhof Marquardt mit Trauerhalle                          |              | Friedhof Marquardt mit Trauerhalle                          |
| 09156745          | Eschenweg 2 (Lage)             | Zehnfamilienhaus mit Nebengebäude                           |              | Zehnfamilienhaus mit Nebengebäude                           |
| 09156734          | Fahrländer Straße 2, 2a (Lage) | Gutsarbeiterhaus mit Nebengebäude                           |              | Gutsarbeiterhaus mit Nebengebäude                           |
| 09156742 Wikidata | Hauptstraße (Lage)             | Dorfkirche mit Grabkreuz                                    |              | weitere Bilder                                              |
| 09156752          | Hauptstraße 5 (Lage)           | Vierseithof                                                 |              | Vierseithof                                                 |
| 09156750          | Hauptstraße 9 (Lage)           | Gutsarbeiterhaus mit Nebengebäude                           |              | Gutsarbeiterhaus mit Nebengebäude                           |
| 09156283          | Hauptstraße 10 (Lage)          | Gutshof mit Nebengebäuden                                   |              | Gutshof mit Nebengebäuden                                   |
| 09156743          | Hauptstraße 14 (Lage)          | Schloss mit Nebengebäuden und Einfriedung                   |              | weitere Bilder                                              |
| 09156744          | Hauptstraße 14 (Lage)          | Schlosspark                                                 |              | Schlosspark                                                 |
| 09156753          | Hauptstraße 20 (Lage)          | Obstbauerngehöft mit Wohnhaus, Nebengebäude und Einfriedung |              | Obstbauerngehöft mit Wohnhaus, Nebengebäude und Einfriedung |
| 09156808          | Kohlmeisenweg 1 (Lage)         | Wohnhaus (Kupferhaus)                                       |              | Wohnhaus (Kupferhaus)                                       |

### Nattwerder
| ID-Nr.            | Lage                  | Bezeichnung                                                                                   | Beschreibung | Bild                  |
| ----------------- | --------------------- | --------------------------------------------------------------------------------------------- | ------------ | --------------------- |
| 09157257          | Nattwerder Weg (Lage) | Schöpfwerk Nattwerder                                                                         |              | Schöpfwerk Nattwerder |
| 09156282          | Dorfstraße (Lage)     | Kolonistendorf Nattwerder mit Kirche und Kirchhof, vier Gehöftanlagen, Gesindehaus, Pfarrhaus |              | weitere Bilder        |
| 09156807 Wikidata | Mühlendamm (Lage)     | Kirche Nattwerder mit umgebendem Kirchhof und Einfriedung                                     |              | weitere Bilder        |

### Neu Fahrland
| ID-Nr.   | Lage                                   | Bezeichnung                                                                    | Beschreibung | Bild                                                                           |
| -------- | -------------------------------------- | ------------------------------------------------------------------------------ | --- | ------------------------------------------------------------------------------ |
| 09156760 | Am Fährgut 1, 11-20 (Lage)             | Müllersches Gutshaus mit Wirtschaftsgebäude und Resten der Einfriedung         | | Müllersches Gutshaus mit Wirtschaftsgebäude und Resten der Einfriedung         |
| 09156732 | Am Großen Horn 1 (Lage)                | Wohnhaus                                                                       | | Wohnhaus                                                                       |
| 09156719 | Am Großen Horn 2 (Lage)                | Wohnhaus mit Einfriedung                                                       | | Wohnhaus mit Einfriedung                                                       |
| 09156763 | Am Lehnitzsee 1 (Lage)                 | Villa Adlon mit zwei Eingangsbauten, Gartenhaus, Bootsschuppen und Einfriedung | | Villa Adlon mit zwei Eingangsbauten, Gartenhaus, Bootsschuppen und Einfriedung |
| 09157821 | Am Lehnitzsee 6 (Lage)                 | Wohnhaus mit Garage, Garten und Einfriedung                                    | | BW                                                                             |
| 09156754 | Am Lehnitzsee 7a (Lage)                | Landhaus                                                                       | | Landhaus                                                                       |
| 09156755 | Am Lehnitzsee 8 (Lage)                 | Villa von Diringshofen mit Garten                                              | Die Villa von Diringshofen wurde 1912 am Westufer des Lehnitzsees für den Generalleutnant Max von Diringshofen als dessen Alterssitz erbaut. Der Architekt des dreigeschossigen Baus war Ludwig Otte in Berlin. | Villa von Diringshofen mit Garten                                              |
| 09156757 | Am Stinthorn 15 (Lage)                 | Wohnhaus Denecke                                                               | | Wohnhaus Denecke                                                               |
| 09156758 | Am Stinthorn 16 (Lage)                 | Wohnhaus                                                                       | | Wohnhaus                                                                       |
| 09156756 | Am Stinthorn 40 (Lage)                 | Wohnhaus für Offiziere                                                         | | Wohnhaus für Offiziere                                                         |
| 09156761 | Am Wiesenrand / Ganghoferstraße (Lage) | Gedenkstein für F. M. von Bassewitz                                            | | Gedenkstein für F. M. von Bassewitz                                            |
| 09157185 | Am Lehnitzsee 1a (Lage)                | Chausseehaus Nedlitz, bestehend aus Einnehmerhaus, Hofraum sowie Einfriedung   | | Chausseehaus Nedlitz, bestehend aus Einnehmerhaus, Hofraum sowie Einfriedung   |
| 09156764 | Heinrich-Heine-Weg (Lage)              | Villa von Siemens mit Parkanlage                                               | | BW                                                                             |
| 09156759 | Tschudistraße 5 (Lage)                 | Parkrestaurant mit Hauptgebäude, Terrassenanlage, Kanukeller und Baumbestand   | | Parkrestaurant mit Hauptgebäude, Terrassenanlage, Kanukeller und Baumbestand   |

### Sacrow
| ID-Nr.   | Lage                      | Bezeichnung                                                         | Beschreibung                                                                               | Bild                                                                |
| -------- | ------------------------- | ------------------------------------------------------------------- | ------------------------------------------------------------------------------------------ | ------------------------------------------------------------------- |
| 09156695 | Am Hämphorn 5 (Lage)      | Landhaus Lesser                                                     | Bauherr: Moritz Ernst Lesser, Architekt Baujahr: (vor 1931) Architekt: Moritz Ernst Lesser | Landhaus Lesser                                                     |
| 09156849 | Am Hämphorn 6 (Lage)      | Wohnhaus                                                            |                                                                                            | Wohnhaus                                                            |
| 09156820 | Kladower Straße 12 (Lage) | Haus Perlis mit Garage, Resten der Gartengestaltung und Einfriedung | Bauherr: Julius Perlis, Bankier Baujahr: 1928/29 Architekt: Leo Nachtlicht                 | Haus Perlis mit Garage, Resten der Gartengestaltung und Einfriedung |
| 09156100 | Fährstraße (Lage)         | Heilandskirche                                                      |                                                                                            | Heilandskirche                                                      |
| 09156793 | Weinmeisterweg 4 (Lage)   | Wohnhaus                                                            |                                                                                            | Wohnhaus                                                            |

### Satzkorn
| ID-Nr.   | Lage                          | Bezeichnung                                                                  | Beschreibung | Bild                                                                         |
| -------- | ----------------------------- | ---------------------------------------------------------------------------- | ------------ | ---------------------------------------------------------------------------- |
| 09156284 | Dorfstraße (Lage)             | Dorfkirche                                                                   |              | Dorfkirche                                                                   |
| 09156751 | Dorfstraße 7, 8, 9, 11 (Lage) | Rittergut mit Gutshaus, Verwalterhaus, zwei Stallgebäuden, zwei Schafställen |              | Rittergut mit Gutshaus, Verwalterhaus, zwei Stallgebäuden, zwei Schafställen |

### Uetz-Paaren
| ID-Nr.            | Lage                        | Bezeichnung | Beschreibung | Bild |
| ----------------- | --------------------------- | --- | ------------ | --- |
| 09156746          | Uetzer Dorfstraße (Lage)    | Dorfkirche Uetz mit Grabmal von Goetzen                                                                        |              | weitere Bilder                                                                                                 |
| 09156748 Wikidata | Paarener Mühlenweg 1 (Lage) | Dorfkirche Paaren                                                                                              |              | weitere Bilder                                                                                                 |
| 09156747          | Uetzer Dorfstraße 31 (Lage) | Fähr- und Fischerhaus                                                                                          |              | Fähr- und Fischerhaus                                                                                          |
| 09157207          | Uetzer Dorfstraße 34 (Lage) | Schatullgut Uetz, bestehend aus Wohnhaus, nordwestlicher Stallreihe, südöstlichem Langstall und Hofpflasterung |              | Schatullgut Uetz, bestehend aus Wohnhaus, nordwestlicher Stallreihe, südöstlichem Langstall und Hofpflasterung |